# Conceição do Lago-Açu
Conceição do Lago-Açu – miasto i gmina w Brazylii leżące w stanie Maranhão. Gmina zajmuje powierzchnię 733,229 km². Według danych szacunkowych w 2016 roku miasto liczyło 15 995 mieszkańców. Usytuowane jest około 160 km na południowy zachód od stolicy stanu, miasta São Luís, oraz około 1600 km na północ od Brasílii, stolicy kraju. W pobliżu położone są jeziora Lago Açu, Lago Verde oraz Lago da Carnaúba. 
W 2014 roku wśród mieszkańców gminy PKB per capita wynosił 5829,51 reais brazylijskich.